# Miss Intercontinental 2021
Miss Intercontinental 2021 fue la cuadragésima octava (48.ª) edición del certamen Miss Intercontinental, correspondiente al año 2021; la cual se llevó a cabo el 29 de octubre en Sharm el-Sheij, Egipto. Candidatas de 72 países y territorios autónomos compitieron por el título. Al final del evento, Fanni Mikó, Miss Intercontinental 2019 de Hungría, coronó a Cinderella Faye Elle Obeñita, de Filipinas, como su sucesora.

## Resultados
| Posiciones                 | Candidata |
| -------------------------- | --- |
| Miss Intercontinental 2021 | - Filipinas - Cinderella Faye Elle Obeñita |
| Primera Finalista          | - México - Paulina Uceda Escorcia |
| Segunda Finalista          | - Reino Unido - Romy Odile Simpkins |
| Tercera Finalista          | - Seychelles - Kelly-Mary Anette |
| Cuarta Finalista           | - Canadá - Kaitlyn Linda Li |
| Quinta Finalista           | - Colombia - María Paula Castillo López |
| Top 20                     | - Alemania - Luisa Rüger - Crimea - Anna Senkovets - Cuba - Yeniffer Pileta Marín - Guatemala - Raquel María Alejandra Escalante Chacón - Indonesia - Bella Aprilia Sant - Italia - Anastasia Addorisio - Malasia - Poorani Rajoo - Mauricio - Laetitia Prefumo - Países Bajos - Suzette van der Pol - Paraguay - Fátima Lorena Rodríguez Benítez - Perú - Leslye Leonela López Castillo - República Checa - Veronika Šmídová - Sudáfrica - Lesedi Lerato Hlatywayo - Tailandia - Nutnicha Srithongsuk |

### Reinas Continentales
| Continente     | Candidata                                  |
| -------------- | ------------------------------------------ |
| África         | - Seychelles - Kelly-Mary Anette           |
| Asia y Oceanía | - Filipinas - Cinderella Faye Elle Obeñita |
| Europa         | - Reino Unido - Romy Odile Simpkins        |
| Norteamérica   | - México - Paulina Uceda Escorcia          |
| Sudamérica     | - Colombia - María Paula Castillo López    |

## Premiaciones
| Premio                 | Candidata                                                                                                  |
| ---------------------- | --- |
| Miss Simpatía          | - Kenia - Linda Loya Ang'elei                                                                              |
| Miss Fotogénica        | - Costa Rica - Marianella Chávez Serrano                                                                   |
| Miss Popularidad       | - Rusia - Polli Cannabis                                                                                   |
| Mejor Traje Nacional   | - República Dominicana - Amy Marie Rodríguez Hernández                                                     |
| Mejor en Traje de Baño | - Alemania - Luisa Rüger                                                                                   |
| Mejor en Traje de Gala | - Filipinas - Cinderella Faye Elle Obeñita                                                                 |
| Mejor Cuerpo           | - México - Paulina Uceda Escorcia                                                                          |
| Proyecto Social        | - Camerún - Electra Priscy Eyoum Mbaga - Kirguistán - Raziya Mansurova - Maldivas - Aminath Alhaan Ibrahim |
| Miss Inspirational     | - Kenia - Linda Loya Ang'elei                                                                              |
| Miss Power of Beauty   | - Canadá - Kaitlyn Linda Li                                                                                |
| Miss Eco Resort        | - Japón - Eri Fujita                                                                                       |
| Miss Sunrise Resort    | - Alemania - Luisa Rüger                                                                                   |
| Direct Pass            | - Canadá - Kaitlyn Linda Li                                                                                |
| Giza Palace            | - Uzbekistán - Mohigul Arslonova                                                                           |
| Voto Popular           | - Filipinas - Cinderella Faye Elle Obeñita                                                                 |
| Best Costume Designer  | - Rusia - Polli Cannabis                                                                                   |
| Media Favorite         | - Seychelles - Kelly-Mary Anette                                                                           |
| Miss Playa Hurghada    | - Kazajistán - Aigerim Baitore                                                                             |

## Candidatas
72 candidatas compitieron por el título:
(En la tabla se utiliza su nombre completo, los sobrenombres van entrecomillados y los apellidos utilizados como nombre artístico, entre paréntesis; fuera de ella se utilizan sus nombres «artísticos» o simplificados).
| País/Territorio      | Candidata                               | Edad | Residencia                          |
| -------------------- | --------------------------------------- | ---- | ----------------------------------- |
| Albania              | Frontina Gashi                          | 22   | Tirana                              |
| Alemania             | Luisa Rüger                             | 18   | Magdeburgo                          |
| Argentina            | Antonella Túa                           | 27   | San Fernando del Valle de Catamarca |
| Armenia              | Lana Asatryan                           | 25   | Ereván                              |
| Bélgica              | Cassidy Boel                            | 20   | Amberes                             |
| Bielorrusia          | Karina Karahanova                       | 27   | Minsk                               |
| Brasil               | Sarah Chinikoski Souza                  | 24   | Tangará da Serra                    |
| Bulgaria             | Gratsiela Georgieva                     | 26   | Sofía                               |
| Camerún              | Electra Priscy Eyoum Mbaga              | 24   | Mbalmayo                            |
| Canadá               | Kaitlyn Linda Li                        | 26   | Toronto                             |
| Chile                | Daniela Paz Sepúlveda Villarroel        | 26   | Puerto Montt                        |
| Colombia             | María Paula Castillo López              | 28   | Bogotá                              |
| Corea del Sur        | Jeong-Hyun Lee                          | 22   | Seúl                                |
| Costa Rica           | Marianella Chávez Serrano               | 29   | Alajuela                            |
| Crimea               | Anna Senkovets                          | 21   | Sebastopol                          |
| Cuba                 | Yeniffer Pileta Marín                   | 29   | La Habana                           |
| Ecuador              | Paola Belén Zamora Macías               | 25   | Guayaquil                           |
| Egipto               | Mennatullah Mahmoud Abdelhadi Hafez     | 23   | El Cairo                            |
| El Salvador          | Fabiola Renee Escobar Samayoa           | 22   | San Salvador                        |
| España               | Verónica Barón Serrano                  | 26   | Madrid                              |
| Estados Unidos       | Brianna Rea Lopez                       | 27   | Temecula                            |
| Estonia              | Adriana Mass                            | 20   | Pärnu                               |
| Filipinas            | Cinderella Faye Elle Obeñita            | 25   | Cagayán de Oro                      |
| Finlandia            | Emilia Lintala                          | 22   | Tampere                             |
| Francia              | Cutiesha Miranda Sua                    | 20   | Chalifert                           |
| Georgia              | Ann Topuria                             | 30   | Tiflis                              |
| Ghana                | Jennifer Ophelia Dzokpo                 | 23   | Acra                                |
| Grecia               | Labrini Tzanidaki                       | 26   | Rétino                              |
| Guadalupe            | Marie Laure Didon                       | 27   | Basse-Terre                         |
| Guatemala            | Raquel María Alejandra Escalante Chacón | 24   | Barberena                           |
| Hungría              | Blogárka Tóth                           | 21   | Szigethalom                         |
| India                | Mittali Kaur                            | 27   | Jaipur                              |
| Indonesia            | Bella Aprilia Sant                      | 24   | Jember                              |
| Italia               | Anastasia Addorisio                     | 18   | Anzano di Puglia                    |
| Jamaica              | Shanique Krista-Gaye Thompson           | 24   | Mandeville                          |
| Japón                | Eri Fujita                              | 26   | Tokio                               |
| Kazajistán           | Aigerim Baitore                         | 23   | Almatý                              |
| Kenia                | Linda Loya Ang'elei                     | 22   | Nairobi                             |
| Kirguistán           | Raziya Mansurova                        | 24   | Biskek                              |
| Kosovo               | Besjana Çitaku                          | 19   | Skenderaj                           |
| Lituania             | Ksenia Avtomeenko                       | 29   | Vilna                               |
| Malasia              | Poorani Rajoo                           | 24   | Kuala Lumpur                        |
| Maldivas             | Aminath Alhaan Ibrahim                  | 20   | Malé                                |
| Mauricio             | Laetitia Prefumo                        | 27   | Port Louis                          |
| México               | Paulina Uceda Escorcia                  | 24   | Uruapan                             |
| Montenegro           | Una Mugoša                              | 18   | Podgorica                           |
| Nepal                | Nisha Pathak                            | 24   | Katmandú                            |
| Nigeria              | Blessing Augustine                      | 23   | Port Harcourt                       |
| Nueva Zelanda        | Arielle Keil                            | 27   | Auckland                            |
| Países Bajos         | Suzette van der Pol                     | 20   | Lemmer                              |
| Panamá               | Marycarmen Gómez Rujano                 | 23   | La Chorrera                         |
| Paraguay             | Fátima Lorena Rodríguez Benítez         | 26   | Presidente Franco                   |
| Perú                 | Leslye Leonela López Castillo           | 25   | Sullana                             |
| Polonia              | Faustyna Wespińska                      | 25   | Bydgoszcz                           |
| Portugal             | Andreia Rodrigues Correia               | 23   | Sintra                              |
| Reino Unido          | Romy Odile Simpkins                     | 27   | Bournemouth                         |
| República Checa      | Veronika Šmídová                        | 20   | Prostejov                           |
| República Dominicana | Amy Marie Rodríguez Hernández           | 18   | Santo Domingo                       |
| Rumania              | Florina Amaritei                        | 26   | Arad                                |
| Rusia                | Polli Cannabis                          | 24   | Moscú                               |
| Serbia               | Valentina Petrović                      | 21   | Belgrado                            |
| Seychelles           | Kelly-Mary Anette                       | 25   | Victoria                            |
| Sri Lanka            | Deshani Liyanarachchi                   | 22   | Kalutara                            |
| Sudáfrica            | Lesedi Lerato Hlatywayo                 | 23   | Benoni                              |
| Suecia               | Josefin Strand                          | 22   | Estocolmo                           |
| Tailandia            | Nutnicha Srithongsuk                    | 24   | Mukdahan                            |
| Turquía              | Tuba Sahinova                           | 33   | Estambul                            |
| Ucrania              | Yuliia Hodunova                         | 28   | Kiev                                |
| Uzbekistán           | Mohigul Arslonova                       | 23   | Taskent                             |
| Venezuela            | Auri Esthefani López Camejo             | 22   | Tinaquillo                          |
| Vietnam              | Trần Hoàng Ái Nhi                       | 23   | Đắk Lắk                             |
| Zambia               | Priscilla Chibesa                       | 19   | Lusaka                              |

### Candidatas retiradas
- Australia - Courtney Tester
- Camboya - Pich Votey Saravody
- Laos - Souksavanh Luanglath
- Myanmar - May Thazin Oo
- Namibia - Taylo Mannetti
- Zimbabue - Lyshanda Moyas

### Candidatas reemplazadas
- Argentina - Sophia Schaub fue reemplazada por Antonella Túa.
- Bélgica - Leila Lemoine Jacques fue reemplazada por Kimbery Bosman a su vez reemplazada por Cassidy Boel.
- El Salvador - Levi María Toney Flores fue reemplazada por Fabiola Renee Escobar Samayoa.
- España - María Victoria González Abreu fue reemplazada por Verónica Barón Serrano.
- Ghana - Brihanna Kinte fue reemplazada por Jennifer Ophelia Dzokpo.
- Guadalupe - Cassidy Balon fue reemplazada por Marie Laure Didon.

## Sobre los países en Miss Intercontinental 2021

### Naciones que regresan a la competencia
Compitió por última vez en 2004:
- Reino Unido

Compitió por última vez en 2016:
- Kirguistán

Compitieron por última vez en 2017:
- Nepal
- Zambia

Compitieron por última vez en 2018:
- Albania
- Argentina
- Chile
- Crimea
- Cuba
- Estonia
- Francia
- Grecia
- Jamaica
- Kosovo
- Maldivas
- Montenegro
- Nigeria
- Seychelles

### Naciones ausentes
Antigua y Barbuda,  Argelia,  Australia,  Azerbaiyán,  Escocia,  Eslovenia,  Etiopía,  Gales,  Haití,  Hong Kong,  Inglaterra,  Irán,  Macedonia del Norte,  Moldavia,  Myanmar,  Noruega,  Puerto Rico,  República Democrática del Congo,  República Eslovaca,  Tayikistán y  Túnez no enviaron una candidata este año.